# Apocalisse Zero: Anger of the Dead
Apocalisse Zero: Anger of the Dead (Anger of the Dead) è un film del 2015 scritto e diretto da Francesco Picone.

## Trama
In un mondo devastato da un virus che trasforma le persone in affamati cannibali, Alice è una donna incinta sopravvissuta che, in compagnia di altri due uomini, si sforza di raggiungere un'isola non colpita dalla piaga. Nel frattempo, un pericoloso individuo è sulle tracce di una misteriosa ragazza e Alice scopre presto che gli zombie non sono per lei l'unico pericolo da cui guardarsi.

## Distribuzione
- Canada: 21 febbraio 2015 (Granite Planet International Film Festival)
- Grecia: 14 marzo 2015 (Horrorant Film Festival)
- USA: 29 marzo 2015 (Mad Monster Party)
- Italia: 26 aprile 2015 (Fi-Pi-Li Horror Festival)
- Spagna: 11 maggio 2015 (C-Fem, Festival De Cine Fantástico Europeo De Murcia)
- Regno Unito: 10 agosto 2015 (DVD premiere)
- Germania: 17 novembre 2015 (Blu-ray & DVD premiere)
- Giappone: 3 agosto 2016 (DVD premiere)
- Lettonia: Miruso Dusmas (Nuovo titolo)